# Leopold Ignác z Ditrichštejna
Leopold Ignác Josef kníže z Ditrichštejna či též z Dietrichsteinu (německy Leopold Ignaz Josef Fürst von Dietrichstein; 16. srpna 1660 Eggenberg – 13. července 1708 Mikulov) byl rakouský šlechtic s mnoha majetky na Moravě a v Čechách, proslul především jako mecenáš barokního umění.

## Mládí a kariéra u dvora
Byl synem knížete Ferdinanda Josefa z Ditrichštejna (1636–1698) a jeho manželky Marie Alžběty z Eggenberka (1640–1715), narodil se na zámku Eggenberg ve Štýrském Hradci, jeho kmotrem byl císař Leopold I. Vyrůstal ve Vídni a již v devatenácti letech byl jmenován císařským komorníkem. V letech 1680–1685 absolvoval kavalírskou cestu po Evropě, nejdéle pobýval v Paříži (1681–1683). Součástí pobytu v zahraničí byly zásnuby v Anholtu (1683), jeho manželkou se v roce 1687 stala Marie Godofreda ze Salmu (1667–1732), dcera císařského nejvyššího hofmistra knížete Karla Theodora ze Salmu (1645–1710).
Po návratu z cest se dostal do blízkého okruhu dvořanů arcivévody Josefa, neobdržel ale očekávaný post arcivévodova prvního komorníka. Za stagnací kariéry u dvora stála pomluva o nakažlivé sexuální chorobě, kterou si údajně přivezl z Itálie. V letech 1688–1694 sloužil v armádě a dosáhl hodnosti podplukovníka, po ukončení vojenské služby trvale zakotvil u dvora arcivévody Josefa. V roce 1698 získal Řád zlatého rouna a po nástupu Josefa I. na trůn se stal císařským nejvyšším štolbou (1705–1708).

## Barokní mecenáš
V roce 1698 po otci zdědil knížecí titul a rozsáhlý majetek v Rakousku, na Moravě a v Čechách (Mikulov, Lipník nad Bečvou, Hranice, Polná, Přibyslav, Libochovice atd.) Proslul jako barokní velmož s okázalým životním stylem, vydržoval početný dvůr (jen knížecí garda měla přes 50 členů) a jako mecenáš umění zaměstnával významné architekty a malíře. Značné částky vynaložil na vybavení interiérů zámku v Mikulově a vídeňského paláce na Herrengasse 7 (dnešní rakouské ministerstvo vnitra). Lovecký zámek Grünne Haus (1698–1701) nechal postavit v Laxenburgu podle projektu Christiana Alexandra Oedtla.

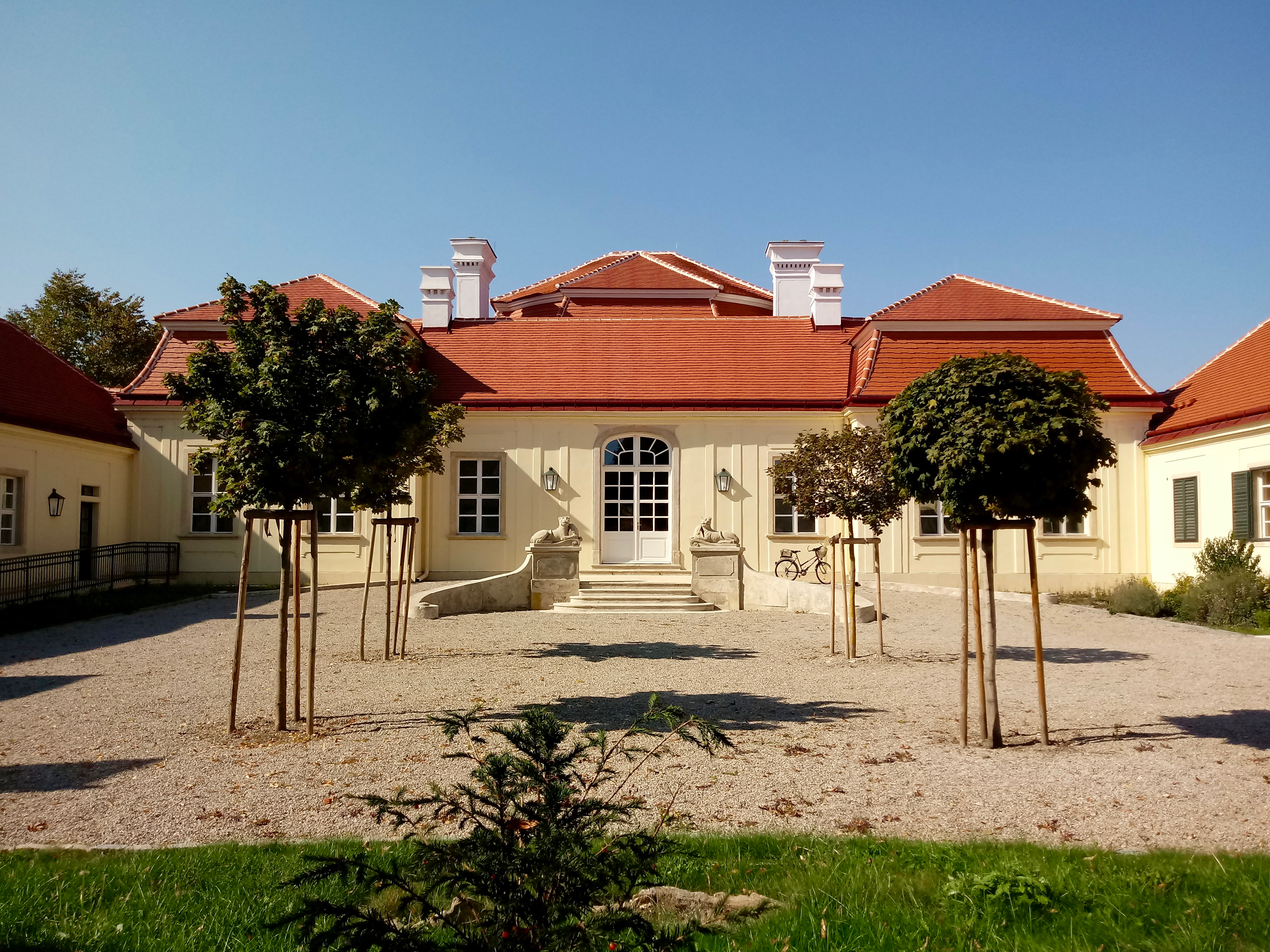
Palác Dietrichstein v Laxenburgu, který nechal postavit kníže Leopold Ignác podle projektu Christiána Alexandra Oedtla.

Investováním vysokých částek do různých staveb značně zatěžoval rodové finance, zároveň díky tomu po sobě zanechal hodnotné architektonické památky, především církevního charakteru. Architekt Johann Bernhard Fischer z Erlachu vytvořil současnou podobu kostela sv. Anny v Mikulově (1700–1705) s dietrichsteinskou hrobkou, ve stejné době byl postaven kostel Všech Svatých v Libochovicích (1700–1705). Nejvýznamnějším donátorským počinem Leopolda Ignáce byla stavba monumentálního děkanského chrámu Nanebevzetí Panny Marie v Polné (1699–1708), který však po jeho předčasné smrti nebyl nikdy dokončen podle původních plánů (autorem projektu byl pravděpodobně D. Martinelli).
Od roku 1702 se u Leopolda Ignáce projevovaly příznaky tuberkulózy, výrazně se jeho zdravotní stav zhoršil v roce 1707. Tehdy ještě osobně dohlížel na stavbu kostela Nanebevzetí Panny Marie v Polné. Po návratu z poslední cesty do Polné zemřel v Mikulově 13. července 1708 ve věku 47 let a je pohřben v rodové hrobce na mikulovském náměstí. Z manželství s Marií ze Salmu měl jen dvě dcery Marii Annu (1688–1697) a Marii Josefu (1694–1711), které navíc zemřely předčasně.
Dědicem knížecího titulu a rodového majetku se stal mladší bratr Walter Xaver (18. září 1664 Brno – 3. listopadu 1738 Mikulov) .

## Potomci
- Marie Anna Josefa (25. 6. 1688 – leden 1697)
- Marie Josefa Felicitas (13. 9. 1694 – 7. 3. 1711)